# Dollar Glen

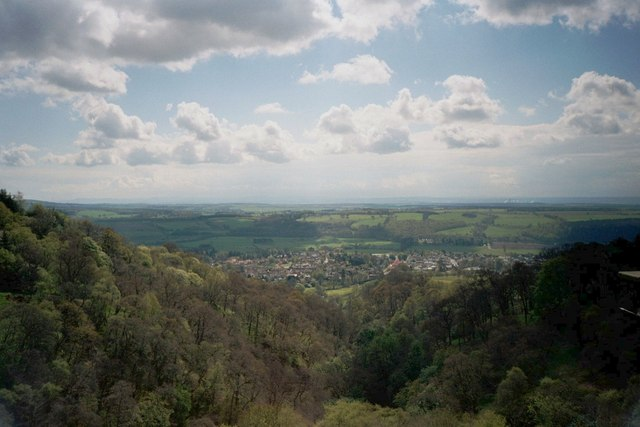
Blick vom Castle Campbell ins Dollar Glen

Das Dollar Glen ist ein Tal nördlich der Stadt Dollar im Council Area Clackmannanshire in Schottland. Das vom National Trust for Scotland verwaltete Tal liegt an der Südseite der Ochil Hills.

## Beschreibung
Das Dollar Glen bildet neben dem Silver Glen und dem Alva Glen eine Gruppe von Tälern an der Südseite der Ochil Hills. Durch das Tal fließen die Bäche Burn of Care und Burn of Sorrow über eine Anzahl von Wasserfällen in Richtung Dollar. Bedingt durch das feuchte Klima sind hier eine große Zahl von Arten von Flechten und Moosen zu finden. Bislang sind rund 190 verschiedene Flechten und 100 verschiedene Moose beschrieben worden. Neben den Flechten und Moosen kann man eine interessante Tierwelt beobachten. Grünspecht, Wasseramsel und Kleiber haben hier ein Zuhause. Durch die interessante Flora und Fauna und die beeindruckende Geologie des Tals wurde dem Dollar Glen der Status einer Site of Special Scientific Interest zuerkannt.
Am nördlichen Ende des Dollar Glen liegt die Ruine des Castle Campbell, einer aus dem frühen 15. Jahrhundert stammende Burg.